# Соколов, Владимир Евгеньевич
Влади́мир Евге́ньевич Соколо́в (1 февраля 1928, Москва — 19 апреля 1998, Москва) — российский и советский биолог, зоолог, профессор МГУ, академик АН СССР (1974; с 1991 — Российской академии наук).
Член Президиума Российской академии наук, академик-секретарь Отделения общей биологии РАН. Директор Института проблем экологии и эволюции имени А. Н. Северцова РАН.

## Биография
Родился в семье профессора кафедры кормления Московского пушно-мехового института Евгения Алексеевича Соколова; мать — Мария Ивановна (урождённая Лазарева, 1886—?). Мария Ивановна в юности участвовала в революционном движении, была членом партии эсеров, находилась в эмиграции в Женеве вплоть до революции. В детстве В. Е. Соколов ходил на экскурсии с профессорами пушно-мехового института П. А. Мантейфелем, Б. А. Кузнецовым, в университете его наставником стал профессор С. И. Огнёв.
- Окончил биологический факультет МГУ в 1950 году
- В 1950—1953 — аспирант Московского пушного института. В 1952 года вышла первая научная публикация — «Млекопитающие острова Шпанберга (Курильские острова)» в «Бюллетене Московского общества испытателей природы». В 1953 году защитил кандидатскую диссертацию по теме «Структура кожного покрова морских млекопитающих».
- В 1953—1956 — ассистент, старший преподаватель, заведующий аспирантурой Московского технического института рыбной промышленности (Мосрыбвтуза)
- С 1956 работал на кафедре зоологии позвоночных биологического факультета МГУ, с конца 1982 года заведующий кафедрой
- С 1960 — доцент МГУ
- С 1964 — доктор биологических наук (тема диссертации — «Экологическая морфология кожного покрова млекопитающих»)
- С 1966 — профессор МГУ
- С 1967 — директор и заведующий лабораторией Института эволюционной морфологии и экологии животных им. А. Н. Северцова АН СССР (с 1994 — Институт проблем экологии и эволюции РАН)
- Член-корреспондент АН ССР (1970)
- С 1973 — президент Всесоюзного териологического общества
- С 1974 — академик АН СССР
- С 1985 — академик ВАСХНИЛ и академик-секретарь Отделения общей биологии АН СССР
- Умер 19 апреля 1998 года, похоронен в Москве на Троекуровском кладбище[5].

### Спортивная деятельность
Соколов во время учёбы в МГУ много внимания уделял игре в волейбол. Он пришёл в университет уже хорошо подготовленным спортсменом, воспитанником школы волейболистов общества «Локомотив». Соколов был игроком нападения — при его росте выше 190 см, он прыгал в высоту «ножницами» более 180 см, но он хорошо умел играть и в защите. Был включён основным нападающим в сборную юношей Москвы. Играя в паре со студентом-однокурсником Л. И. Зотиным, они так сыгрались, что их пригласили заниматься в волейбольную секцию МГУ. Сначала Соколов и Зотин играли за 3-ю сборную команду университета, приняли участие в первенстве Москвы по волейболу среди студентов. Благодаря В. Соколову, очень сильному нападающему, капитану и тренеру команды биофака МГУ, она стала занимать первые места в соревнованиях за первенство университета. Начиная с 1946—1947 годов, когда в студенческих соревнованиях запретили участвовать членам спортивных обществ (мастерам спорта, по сути, спортсменам-профессионалам), команда МГУ начала занимать первые места в межвузовских волейбольных соревнованиях. В это время пара Соколов-Зотин уже играла за 1-ю сборную МГУ, а В. Е. Соколов был бессменным капитаном команды. Как вспоминал Л. И. Зотин: «Формально тренировки проходили 2 или 3 раза в неделю, но не было дня, чтобы мы не заглядывали в спортивный зал — особенно во время экзаменационных сессий или каникул».
В. Соколов был тренером и женской волейбольной команды биофака, именно во время тренировок он познакомился со своей будущей женой студенткой-первокурсницей Светланой Степановой.
В. Е. Соколов получил звание мастера спорта за игру в основном составе общества «Локомотив», который в 1951 году занял 3-е место на первенстве СССР по волейболу.

### Партийная работа
Был секретарём комитета ВЛКСМ Московского технического института рыбной промышленности. В 1956 году в связи с переводом Мосрыбвтуза в Калининград Соколов перешёл на должность ассистента Биолого-почвенного факультета МГУ. В 1956 стал членом КПСС. Был избран секретарём комитета ВЛКСМ Биофака МГУ, а в 1964 г. — секретарём парткома Биофака. Неоднократно избрался в партком Московского университета, четыре года был заместителем секретаря парткома МГУ. В 1965 избран зам. секретаря парткома МГУ по учебной работе.
По рассказам самого В. Е. Соколова, он был поставлен перед выбором стать секретарём партийной организации МГУ им. Ломоносова, ректором Новосибирского университета или директором Института эволюционной морфологии животных Академии наук СССР.

### Общественно-научная деятельность
Возвращаясь из зарубежных экспедиций, был частым участником телепередачи «В мире животных». Выступал с лекциями в обществе «Знание», работал в Экоцентре МГУ, который был образован по инициативе Владимира Евгеньевича в 1989 году. Участвовал в разработке концепции и программ экологического образования и воспитания, в распространении экологических знаний. Активно участвовал в издании уникальной иллюстрированной серии «Заповедники СССР», «Красной книги РСФСР» (1983), «Красной книги СССР» (1984) и подготовке материалов Красной книги Российской Федерации, увидевшей свет уже после его смерти. Являлся главным редактором и соавтором книги «Редкие животные нашей страны» (Л.: Наука, 1990).
В. Е. Соколов вместе с Ю. А. Израэлем и И. П. Герасимовым разрабатывал принципы проведения экологического мониторинга. Большое внимание уделялось им роли биосферных заповедников в изучения влияния антропогенной деятельности на биоту и выработки мероприятий по защите населения от токсического воздействия веществ-поллютантов, он также уделял большое внимание изучению циклической (обратимой) и автогенной (необратимой) динамике различных биоценозов
Много лет он возглавлял Российский комитет по программе ЮНЕСКО «Человек и биосфера», Национальный комитет биологов России, Российское общество защиты животных. Был вице-президентом Международного координационного совета по программе ЮНЕСКО «Человек и биосфера», членом бюро Международной ассоциации экологов. Был председателем Комиссии по разработке научных основ и сохранения лошади Пржевальского при Отделении общей биологии РАН. Был членом редколлегии журнала «Доклады РАН», членом редколлегии журнала «Известия АН СССР. Серия биологическая», членом редколлегии журнала «Природа», членом редколлегии серии «Академические чтения» АН (издательство «Наука»). Осуществлял общую редакцию отдельных томов Пятиязычного словаря названий животных.

### Административный ресурс
Нельзя сказать, что научная и административная карьера В. Е. Соколова всегда развивалась безоблачно. Были и трудности. Его однокурсник и партнёр по волейболу Л. И. Зотин вспоминал:

…Мы были уверены, что ему [Владимиру Соколову] обеспечена аспирантура на кафедре позвоночных после окончания университета. Володя также был в этом уверен <…> Но случилось невероятное: на пятом курсе, когда определялась дальнейшая судьба каждого из нас, его распределили куда-то в Омскую или Томскую область учителем средней школы. Володя не без труда устроился в аспирантуру Пушно-мехового института.

В 1958 году профессор кафедры зоологии бепозвоночных МГУ Я. А. Бирштейн получил разрешение на поездку на XV Международный зоологический конгресс в Лондоне. Он уже сидел в самолёте, когда ему сообщили, что его поездка отменена. У него на глазах его место занял В. Е. Соколов, кандидат биологических наук, проработавший на соседней кафедре зоологии позвоночных всего два года. Автор воспоминаний сын Я. А. Бирштейна Вадим объясняет это тем, что тесть Соколова был «членом Президиума ЦК КПСС», что не подтверждается.
По словам сотрудника Президиума АН СССР П. А. Пантелеева в 1966 году, в короткий период между получением В. Е. Соколовым профессорского звания в МГУ и переходом его на должность директора ИЭМЭЖ проигрывался ещё один сценарий его будущего трудоустройства. В. Е. Соколов обратился к президенту академии М. В. Келдышу с предложением о изменении ведомственной принадлежности Дарвиновского музея и передачи его из министерства культуры в Академию наук. Было известно, что идею поддерживает отдел науки ЦК КПСС. После того как решился вопрос с назначением директора ИЭМЭЖ, вопрос с переводом музея в Академию окончательно заглох. По выражению Пантелеева: «В его основе лежала, к сожалению, не деловая сторона, а персонация».

## Оценки
По мнению академика А. А. Трофимука В. Е. Соколов не проявил достаточной твёрдости в вопросе охраны Байкала: «Но были и исключения. Тот же академик В. Е. Соколов, <…> не посоветовавшись с нами, дал согласие на завышенные нормы допустимых концентраций. Подписал всё, что ведомства требовали. Мне пришлось обратиться к вице-президенту Ю. А. Овчинникову, чтобы он привёл в чувство своего коллегу».
Поддерживал создание новых заповедников, в частности, помог Г. А. Воронову в организации заповедника «Басеги».

## Семья
- Жена — Светлана Михайловна Соколова, урождённая Степанова (род. 3 октября 1929), кандидат биологических наук, старший научный сотрудник Главного ботанического сада РАН[14], дочь сотрудника аппарата отдела науки ЦК КПСС М. Степанова[15].
  - Дочь — Наталья (род. 1959), микробиолог, первая жена предпринимателя А. Е. Лебедева.
    - Внук — Евгений.

## Труды
Опубликовано около 1000 научных трудов. Ряд трудов опубликован за рубежом. Главные направления научной деятельности: зоология, экология, биогеоценология, исследование химической коммуникации млекопитающих. Основные труды по экологической морфологии и систематике позвоночных, проблемам биосферы, охраны природы. Исследования кожного покрова и химической коммуникации у млекопитающих.
- Кожный покров млекопитающих. — М.: Наука, 1973.— 487 с.
- Систематика млекопитающих. Т. 1. М.: Высшая школа, 1973.
- Систематика млекопитающих. Т. 2. М.: Высшая школа, 1977. — 494 с.
- Систематика млекопитающих. Т. 3. М.: Высшая школа, 1979.
- Редкие и исчезающие виды животных. Млекопитающие, 1986.
- Млекопитающие (энциклопедический справочник из серии «Фауна мира»), 1990.
- Соколов В. Е., Филонов К. П., Нухимовская Ю. Д., Шадрина Г. Д. Экология заповедных территорий России / Под ред. акад. РАН В. Е. Соколова, чл.-корр. РАН В. Н. Тихомирова. — М.: Янус-К, 1997. — 576 с. — 1000 экз. — ISBN 5-88929-029-0.
- Избранные труды: В 2 т. / РАН. Ин-т пробл. экологии и эволюции им. А. Н. Северцова. — М.: Наука, 2002—2003. Т. 1. Морфология, систематика, фаунистика, эволюция млекопитающих. — 2002. — 295 с.; Т. 2. Поведение, экология, охрана млекопитающих. — 2003. — 366 с.

## Награды
- Орден Ленина (30.01.1988)
- Орден Трудового Красного Знамени (1975)
- Орден Мужества (1997)
- Государственная премия СССР (1984, 1990)
- Заслуженный деятель науки Российской Федерации (1998)
- Демидовская премия (1996)
- Премия им. А. Н. Северцова АН СССР (1975)
- Золотая медаль имени Е. Н. Павловского (1990)
- Золотая медаль имени С. И. Вавилова (1991)
- Золотая медаль имени И. И. Мечникова (1993)
- Золотая медаль ВДНХ (1985)
- Иностранный член Монгольской академии наук (1983)[16]
- Награждён 2 орденами[какими?] и 5 медалями[какими?] зарубежных стран, в том числе получил Премию имени Карпинского в 1985 году. Почётный член и член 7 академий наук иностранных государств[уточнить][каких?].

## Память
- Премия имени академика В. Е. Соколова